# Heliocopris andersoni
Heliocopris andersoni là một loài bọ cánh cứng trong họ Bọ hung (Scarabaeidae).